# Papirofobia
Papirofobia  es una fobia, el miedo al papel. La papirofobia deriva de la palabra Papyro, que significa “papiro”. El papiro es una caña que se utilizó en Egipto para hacer papel. La palabra “Papyro” se combina con la palabra griega "phobos" que significa miedo.

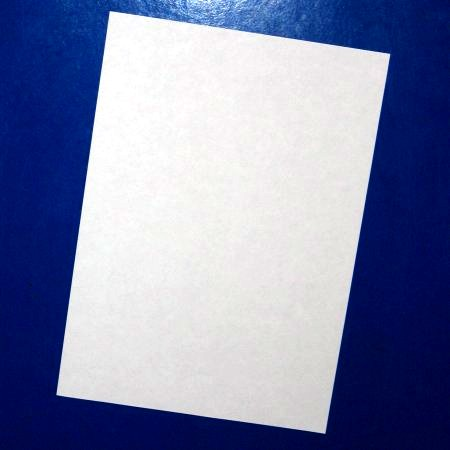
Papel - Fobia al papel.

Es un miedo patológico e irracional hacia el papel. Los síntomas varían según la persona. Algunos al enfrentarse al miedo pueden sentirse ansiosos, incómodos, comenzar a sudar o incluso llegar a tener náuseas.

## Síntomas
Los síntomas de papirofobia pueden incluir:
- Resequedad en la boca
- Músculos tensos
- Temblores
- Aumento del ritmo cardíaco

## Diagnóstico

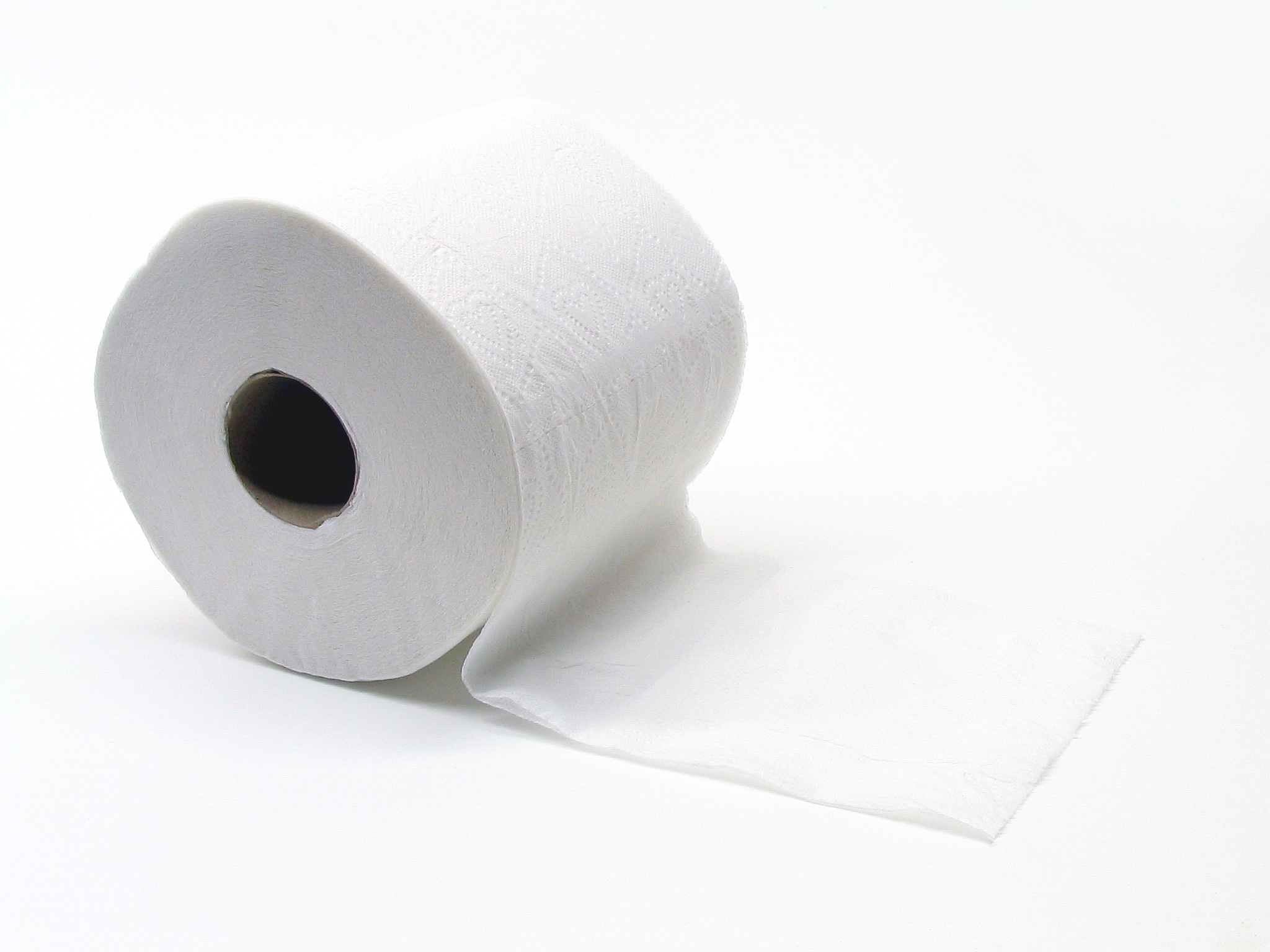
Rollo de papel higiénico

El diagnóstico en la mayoría de los casos es auto - diagnosticada, cada individuo se da cuenta de lo que le ocurre. Se da cuenta de que el miedo no es racional y que afecta sus capacidades. 
En la consulta con el médico, normalmente después de descartar las razones físicas para la fobia, el médico derivará a la persona a un profesional de salud mental para una evaluación y valoración.

## Tratamiento
Cuando el temor de papel impide al individuo el poder funcionar, se puede tratar de las siguientes maneras:
- Hablar con un terapeuta que se especialice en el tratamiento de las fobias.
- Terapia tradicional que ayudará a la persona a aprender a identificar y controlar los factores desencadenantes de su fobia.
- Técnicas de autoayuda.
- Hipnoterapia.
- Grupos de apoyo con otras personas que hacen frente a esta fobia.
- Terapia cognitivo-conductual o terapia de desensibilización.
- Técnicas de relajación.
- En casos extremos de papirofobia, medicamentos contra la ansiedad puede ser prescrito.